# Partido de Chascomús
Partido de Chascomús är en kommun i Argentina.   Den ligger i provinsen Buenos Aires, i den östra delen av landet, 140 km söder om huvudstaden Buenos Aires. Antalet invånare är 38 647.
Trakten runt Partido de Chascomús består till största delen av jordbruksmark. Runt Partido de Chascomús är det glesbefolkat, med 8 invånare per kvadratkilometer.